# 고틀란드주

고틀란드 주의 문장

고틀란드 주의 위치

고틀란드주(스웨덴어: Gotlands län)는 스웨덴의 주 가운데 하나로 주도는 비스뷔이며 면적은 3,184km2, 인구는 57,203명(2011년 기준)이다. 발트해와 접하며 욀란드섬 동쪽에 위치한다. 고틀란드섬을 관할하며 1개 자치시(고틀란드시)로 구성되어 있다.